# 조지 루카스
조지 월턴 루카스 주니어(George Walton Lucas, Jr., 1944년 5월 14일 ~ )는 미국의 영화 제작자이자 기업가이다. 《스타워즈》와 《인디아나 존스》 프랜차이즈의 창작자로, 루카스필름과 루카스필름 게임스, 인더스트리얼 라이트 & 매직, THX의 설립자이기도 하다. 2012년 월트 디즈니 컴퍼니에 매각하기 전까지 루카스필름의 회장직을 맡았다. 네 번의 아카데미상 후보에 올랐으며, 역사상 가장 재정적으로 성공한 영화 제작자 중 한 명이다. 티켓 가격 인플레이션을 고려했을 때 북미 박스오피스에서 감독하거나 구상한 영화 10편이 흥행 순위 100위 안에 들었다. 20세기 뉴 할리우드 운동의 가장 중요한 인물 중 한 명이자 현대 블록버스터의 선구자로 여겨진다. 이러한 성과에도 불구하고, 경력의 대부분을 할리우드에서 벗어난 독립 영화 제작자로 남아있었다.
1967년 서던캘리포니아 대학교 학사를 졸업한 후, 샌프란시스코로 이주하여 영화 제작자인 프랜시스 포드 코폴라와 함께 아메리칸 조트로프를 공동 설립했다. 학창 시절 단편 영화 《전자 미로 THX 1138 4EB》를 원작으로 한 《THX 1138》(1971년)의 각본을 쓰고 연출하였다. 이 영화는 비평적으로는 성공하였으나, 흥행에는 실패했다. 다음 작품인 《청춘 낙서》 (1973년)는 1960년대 초 머데스토에서의 십대 시절에서 영감을 받았으며, 새로 설립한 루카스필름을 통해 제작했다. 이 영화는 비평과 흥행 모두 성공을 거두며 아카데미상에서 감독상과 작품상을 포함한 5개 부문 후보에 올랐다. 다음 영화인 스페이스 오페라 서사 영화 《스타워즈》(1977년, 후일에 《스타워즈 에피소드 4: 새로운 희망》으로 제목 변경)는 제작 과정에 어려움을 겪었지만 예상을 뛰어넘는 대히트를 기록했다. 영화는 당시 최고 흥행 기록을 세우고 6개의 아카데미상을 수상했으며 문화적 현상을 일으켰다. 루카스는 후속작인 《제국의 역습》(1980년)과 《제다이의 귀환》(1983년)을 제작하고 공동 각본을 맡았다. 스티븐 스필버그 감독과 함께 《인디아나 존스》 시리즈인 《레이더스》(1981년), 《마궁의 사원》(1984년), 《최후의 성전》(1989년), 《크리스탈 해골의 왕국》(2008년)을 제작, 공동 각본을 맡았으며, 《운명의 다이얼》(2023년)의 사전 및 사후 제작에 총괄 프로듀서로서 간접적으로 참여했다. 또한 스필버그의 추천으로 알게 된 작곡가 존 윌리엄스와의 협업으로도 잘 알려져 있으며, 두 프랜차이즈의 모든 영화에서 그와 함께 작업했다. 1970년대부터 2010년대까지 루카스필름을 통해 다양한 영화와 텔레비전 시리즈를 제작하고 각본을 썼다.
1997년, 루카스는 오리지널 《스타워즈》 삼부작을 여러 수정 사항을 포함한 스페셜 에디션으로 재개봉했다. 2004년과 2011년에는 추가 변경 사항이 포함된 홈 미디어 버전이 출시되었다. 《스타워즈》 프리퀄 삼부작인 《보이지 않는 위험》(1999년), 《클론의 습격》(2002년), 《시스의 복수》(2005년)에는 감독으로 복귀했다. 마지막 협업 작품으로는 동명의 CGI 애니메이션 영화와 텔레비전 시리즈인 《스타워즈: 클론 전쟁》(2008년~2014년, 2020년), 전쟁 영화 《레드 테일스》(2012년), CGI 영화 《스트레인지 매직》(2015년)이 있다.
영화 제작자로서의 경력 외에도, 루카스는 교육과 예술에 전념하는 여러 자선 단체와 캠페인을 설립하고 지원해 왔다. 여기에는 학교와 도서관에 광대역 통신망 자금을 제공하는 연방 E-Rate 프로그램 창설의 주요 지원자로 알려진 조지 루카스 교육 재단과, 아내인 멜로디 홉슨과 함께 로스앤젤레스에 개관 예정인 루카스 내러티브 아트 박물관 등이 있다.

## 어린 시절
루카스는 캘리포니아주 머데스토에서 태어나고 자랐으며, 도로시 엘리노어 루카스(결혼 전 성 봄버거)와 조지 월튼 루카스 시니어의 아들이다. 독일계, 스위스-독일계, 영국계, 스코틀랜드계 혈통이며, 먼 조상으로 네덜란드계와 프랑스계가 있다. 루카스는 가족과 함께 1955년 7월 디즈니랜드 개장 주간에 방문하였으며, 이후로도 이 공원에 대한 열정을 지속하였다. 만화와 과학 소설에 관심이 있었고, 《플래쉬 고든》 연속극과 같은 텔레비전 프로그램도 즐겼다. 루카스는 영화를 만들기 훨씬 전부터 카레이서가 되기를 열망했으며, 고등학교 시절 대부분을 박람회장의 지하 서킷에서 경주하고 정비소에서 시간을 보냈다. 1962년 6월 12일, 고등학교 졸업을 며칠 앞두고 개조한 아우토비안키 비앙키나를 운전하던 중 다른 차량과 측면 충돌했고, 차가 여러 번 뒤집혀 나무에 부딪혔다. 루카스의 안전벨트가 끊어져 몸이 차 밖으로 튕겨 나가면서 오히려 목숨을 구할 수 있었다. 하지만 심한 출혈로 폐에 타박상을 입어 응급 치료가 필요했다. 이 사고로 인해 그는 레이싱 선수의 꿈을 접었지만, 동시에 다른 관심사를 추구하게 되는 계기가 되었다.
루카스의 아버지는 문구점을 소유하고 있었고, 아들이 18세가 되면 함께 일하기를 원했다. 루카스는 미술 학교 진학을 계획했지만 아버지가 학비 지원을 거부하였다. 루카스는 집을 떠나며 30세가 되기 전에 백만장자가 되겠다고 선언했다. 그는 머데스토 주니어 칼리지에 다니며 인류학, 사회학, 문학을 비롯한 다양한 과목을 공부했다. 또한 8mm 카메라로 촬영을 시작했고, 자동차 경주도 촬영했다. 이 시기에 루카스는 캐니언 시네마에 관심을 갖게 되었는데, 이는 조던 벨슨, 스탠 브래키지, 브루스 코너와 같은 언더그라운드 성향의 아방가르드한 16mm 영화 제작자들의 작품을 상영하는 곳이었다. 루카스와 어린 시절 친구인 존 플러머는 당시의 고전적인 유럽 영화들도 보았는데, 여기에는 장뤽 고다르의 《네 멋대로 해라》, 프랑수아 트뤼포의 《쥘과 짐》, 페데리코 펠리니의 《8½》 등이 있었다. 플러머는 "그때부터 조지가 정말로 탐구하기 시작했죠."라고 말했다. 오토크로스 레이싱에 대한 관심을 통해 루카스는 유명한 촬영감독 해스컬 웩슬러를 만났는데, 그 역시 레이싱 열정가였다. 후에 루카스와 여러 차례 작업하게 된 웩슬러는 루카스의 재능에 감명받았다. 웩슬러는 그를 회상하며 "조지는 매우 좋은 눈을 가졌고, 시각적으로 사고했습니다."라고 말했다.
플러머의 추천에 따라 루카스는 이후 서던캘리포니아 대학교(USC) 영화 예술 대학으로 편입하였다. USC는 영화 제작을 위한 전문 학교를 최초로 설립한 대학 중 하나였다. USC 재학 시절, 루카스는 랜들 클라이저와 기숙사 방을 함께 썼다. 월터 머치, 할 바우드, 존 밀리어스, 매슈 로빈스 등의 동급생들과 함께 "더티 더즌"이라고 알려진 영화 학도들의 그룹을 형성하였다. 또한 뛰어난 학생 영화 제작자이자 훗날 《인디아나 존스》 시리즈의 협력자가 될 스티븐 스필버그, 마틴 스코세이지와 절친한 사이가 되었다.
크리스 루이스와 돈 글러트를 비롯한 친구들의 그룹은 클린 컷 시네마 클럽을 시작했다. 이후 루카스, 클라이저, 루이스는 선셋 대로에 사무실을 둔 단명한 제작사인 선라이즈 프로덕션을 설립했다. 그곳에서 자신들을 위한 예명을 만들었는데, 루카스는 스스로를 루카스 버몬트라고 불렀다. 그들의 유일한 프로젝트는 완성되지 못한 단편 "파이브, 포, 쓰리"였는데, 이는 "오지 비치 파티"라는 제목의 풍자적인 십대 해변 영화 제작에 대한 자기 참조적이고 자조적인 모큐멘터리였다.
루카스는 학교에서 영화 제작자 레스터 노브로스가 가르친 영화적 표현 과정에 깊은 영향을 받았다. 이 과정은 색상, 빛, 움직임, 공간, 시간과 같은 영화 형식의 비내러티브적 요소에 집중했다. 또 다른 영감의 원천은 세르비아 출신의 몽타주 전문가(이자 USC 영화학과 학장)인 슬라브코 보르카피치였다. 그는 MGM, RKO, 파라마운트 등 할리우드 스튜디오 작품들을 위해 놀라운 몽타주 시퀀스를 만든 영화 이론가였다. 보르카피치는 영화 예술 형식의 자율성을 가르쳤으며, 영상에 내재된 운동 에너지를 강조했다.
루카스는 1967년 영화 예술학 학사 학위를 받고 졸업한 후, 장교로서 미국 공군에 입대하려 했으나 수많은 과속 벌금 때문에 즉시 거절당했다. 이후 베트남 전쟁을 위한 미국 육군에 징집되었지만, 의료 검사에서 당뇨병 판정을 받아 복무에서 면제되었다. 당뇨병은 그의 친할아버지를 사망에 이르게 한 질병이었다.

## 영화 경력

### 1965년~1969년: 초기 경력
루카스는 수업 중에 많은 영감을 주는 영화들을 접하게 되었다. 특히 캐나다 국립영화위원회에서 제작된 시각적 영화들이 그러했는데, 아서 립셋의 《21-87》, 촬영기사 장클로드 라브렉의 시네마 베리테 작품 《60 사이클》, 노먼 맥라렌의 작품들, 클로드 유트라의 다큐멘터리 등이 포함되었다. 루카스는 순수영화에 완전히 매료되었고, 16mm 필름을 이용한 줄거리나 등장인물이 없는 시각적 톤 시(詩)와 시네마 베리테 작품들을 빠른 속도로 다작하게 되었다. 이러한 작품들에는 《Look at Life》, 《Herbie》, 《1:42.08》, 《The Emperor》, 《Anyone Lived in a Pretty (how) Town》, 《Filmmaker》, 《6-18-67》 등이 있다. 루카스는 카메라 워크와 편집에 열정을 가지고 관심을 기울였으며, 자신을 감독이 아닌 영화 제작자로 정의했다. 또한 비내러티브 구조를 통해 순수하게 감정을 창출하는 추상적 시각 영화를 만드는 것을 사랑했다.
1967년, 루카스는 USC 대학원 영화 제작과에 재입학했다. 미국 문화 정보국에서 영화와 로고 디자이너인 솔 배스와 영화 편집자인 버나 필즈 밑에서 일하기 시작했고, 그곳에서 미래의 아내가 될 마샤 그리핀을 만났다. 다큐멘터리 촬영술을 배우는 미 해군 학생들의 수업 강사로 일하면서, 루카스는 단편 영화 《전자 미로 THX 1138 4EB》를 감독했고, 이 작품은 1967-68년 전국 학생 영화제에서 1등상을 수상했다. 루카스는 워너 브라더스로부터 자신이 선택한 영화의 제작을 관찰하고 참여할 수 있는 학생 장학금을 받았다. 애니메이션 부서가 폐쇄된 것을 알게 된 후, 그가 선택한 영화는 프랜시스 포드 코폴라가 감독한 《피니안의 무지개》(1968년)였다. 코폴라는 당시 영화학교 학생들 사이에서 할리우드에서 '성공한' 영화 졸업생으로 존경받고 있었다. 1969년, 루카스는 클래식한 롤링 스톤스 콘서트 영화 《김미 셀터》의 카메라 오퍼레이터 중 한 명으로 참여했다.

### 1969년~1977년: 《THX 1138》, 《청춘 낙서》, 그리고 《스타워즈》
1969년, 루카스는 샌프란시스코 베이 에어리어로 돌아와 코폴라와 함께 아메리칸 조트로프 스튜디오를 공동 설립했다. 이는 할리우드 스튜디오 시스템의 억압적 통제에서 벗어나 영화 제작자들이 자유롭게 연출할 수 있는 환경을 만들고자 함이었다. 코폴라는 루카스의 《전자 미로》가 각색을 통해 그의 첫 장편 영화가 될 수 있다고 생각했고, 아메리칸 조트로프에서 《THX 1138》로 제작되었으나 성공을 거두지 못했다. 이후 루카스는 자신의 회사인 루카스필름을 설립하고 성공작 《청춘 낙서》(1973)를 감독했다.
루카스는 그 후 어린 시절 즐겨 보았던 모험 연속극 플래쉬 고든을 각색하려 했다. 하지만 판권을 얻지 못하자, 결국 《스타워즈》가 될 독창적인 우주 모험을 쓰기 시작했다. 이전 영화의 성공에도 불구하고, 한 곳을 제외한 모든 스튜디오가 《스타워즈》를 거절했다. 20세기 폭스의 앨런 래드 주니어가 《청춘 낙서》를 좋아했기 때문에 이 영화의 제작과 배급 계약을 밀어붙였고, 이는 결과적으로 일련의 실패작들 이후 폭스의 재정 안정을 회복시켰다. 《스타워즈》는 구로사와 아키라의 사무라이 영화, 스파게티 웨스턴, 고전적인 검과 마법 판타지 이야기들에 의해 크게 영향을 받았다.
《스타워즈》는 빠르게 역대 최고 흥행작이 되었고, 5년 후 스필버그의 《E.T.》에 그 자리를 내주었다. 《청춘 낙서》의 성공 이후 《스타워즈》 촬영 시작 전, 루카스는 《스타워즈》의 각본과 연출료로 합의된 15만 달러보다 더 높은 금액으로 재협상하도록 권유받았다. 그는 이를 거절하고 대신 폭스와의 계약에서 아직 구체화되지 않은 부분들, 특히 라이선싱과 머천다이징 권리(소설화, 의류, 장난감 등)의 소유권과 속편에 대한 계약 조건에서 유리한 위치를 협상했다. 루카스필름은 프랜차이즈를 위해 만들어진 라이선스 게임, 장난감, 수집품들로부터 수억 달러의 수익을 올렸다.
원작 《스타워즈》 영화는 제작 과정에서 혼란을 겪었고, 편집 중 루카스는 처음에는 심장마비로 우려되었던 흉통을 겪었지만 실제로는 고혈압과 탈진 증세였다. 이 영화와 후속 속편들의 후반 작업 중 루카스가 쏟은 노력은 아내 마샤 루카스와의 관계에 긴장을 초래했고, 삼부작이 끝날 무렵 이들의 이혼에 기여하는 요인이 되었다. 첫 《스타워즈》 영화의 성공으로 루카스에게 더 많은 관심이 집중되었는데, 이는 긍정적인 면과 부정적인 면 모두를 포함했다. 부와 명성을 얻었지만 동시에 루카스의 재정적 지원을 원하거나 단순히 그를 위협하려는 많은 사람들도 끌어들였다.

### 1977년~1993년: 감독 활동 중단과 《인디아나 존스》

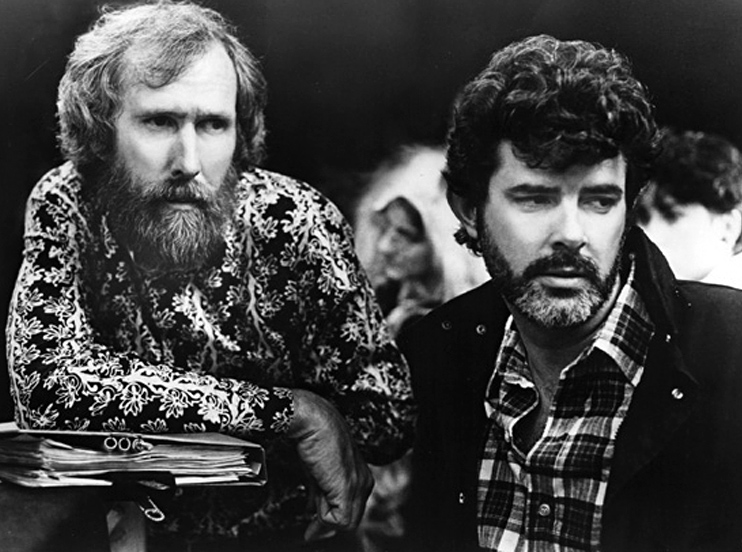
1986년 《사라의 미로여행》을 제작 중인 감독 짐 헨슨(왼쪽)과 조지 루카스.

첫 《스타워즈》 영화 개봉 이후, 루카스는 작가와 제작자로서 광범위하게 활동했다. 이는 영화, 텔레비전 및 기타 매체를 위해 제작된 많은 《스타워즈》 스핀오프 작품들을 포함한다. 루카스는 다음 두 편의 《스타워즈》 영화에서 제작 총괄을 맡아 어빈 커슈너에게 《제국의 역습》을, 리처드 마퀀드에게 《제다이의 귀환》을 감독하도록 위임했다. 그는 전자에서는 스토리 크레딧을, 후자에서는 로런스 캐즈던과 각본 크레딧을 공유했다. 또한 루카스는 암으로 사망한 레이 브래킷에 대한 깊은 존경의 표시로 《제국의 역습》의 각본 크레딧을 양도했다. 그는 동료이자 절친한 친구인 스티븐 스필버그가 감독한 첫 네 편의 《인디아나 존스》 영화에서도 스토리 작가와 제작 총괄로 활동했다.
ILM의 매트 페인팅 부서에서 일했던 크레이그 배런은 《스타워즈 인사이더》에 루카스가 이 부서의 화가들과 시간을 보내는 것을 좋아했고 자주 만들고 싶은 영화에 대해 이야기했다고 전했다. 배런에 따르면, 루카스는 알렉산드로스 대왕에 대한 영화를 만들고 싶어 했지만 이 영화는 결국 제작되지 않았다. 이 시기에 루카스가 제작 총괄로, 때로는 스토리 작가로 크레딧을 받은 프로젝트들에는 구로사와의 《카게무샤》(1980년), 존 코티의 《트와이스 어폰 어 타임》(1983년), 《이워크: 용기의 캐러밴》(1984), 《이워크: 엔도르 전투》(1985), 《미시마 - 그의 인생》(1985년), 짐 헨슨의 《사라의 미로여행》(1986년), 론 하워드의 《윌로우》(1988년), 돈 블루스의 《공룡시대》(1988년), 《인디아나 존스》의 텔레비전 프리퀄 스핀오프인 《영 인디아나 존스》(1992~93년) 등이 있다. 그러나 《청춘 낙서 2》(1979년), 윌러드 하이크의 《하워드 덕》(1986년, 루카스 경력에서 가장 큰 실패작), 코폴라의 《터커》(1988년), 멜 스미스가 감독한 《방송국 사고 파티》(1994년) 등 성공하지 못한 프로젝트들도 있었다.
애니메이션 스튜디오 픽사는 1979년 루카스필름의 컴퓨터 부문의 3분의 1인 그래픽스 그룹으로 설립되었다. 픽사의 초기 컴퓨터 그래픽 연구는 디지털 영화 《안드레와 월리 꿀벌의 모험》과 《스타 트렉 2: 칸의 분노》, 《피라미드의 공포》와 같은 영화들의 획기적인 특수효과로 이어졌다. 이 그룹은 1986년 스티브 잡스가 애플 컴퓨터를 떠난 직후 그가 인수하였다. 잡스는 루카스에게 5백만 달러를 지불하고 회사에 5백만 달러를 자본금으로 투자했다. 이 매각은 루카스가 7년간의 새로운 엔터테인먼트 기술 도구와 관련된 연구 프로젝트로 인한 현금 유출을 중단하고, 그의 회사가 도구보다는 엔터테인먼트 창출에 초점을 맞추려는 의도를 반영했다. 1983년 6월 기준으로 루카스의 자산은 6천만 달러였지만, 그해 이혼 후 현금 유동성에 어려움을 겪었고, 이는 《제다이의 귀환》의 극장 상영 이후 《스타워즈》 라이선스 수익이 급격히 감소한 것과 맞물렸다. 이 시점에서 루카스는 《스타워즈》로 돌아갈 의사가 없었고, 비공식적으로 시퀄 삼부작을 취소했다.
루카스는 이전에 미국 서부 작가 길드의 회원이었으나 1981년 탈퇴하고 재정적 핵심 지위를 유지했다.
또한 1983년에 루카스와 톰린슨 홀먼은 오디오 회사 THX를 설립했다. 이 회사는 이전에 루카스필름이 소유했으며 영화와 음악을 위한 스테레오, 디지털, 극장 음향 장비를 포함하고 있다. 스카이워커 사운드와 인더스트리얼 라이트 앤 매직은 루카스필름의 음향 및 시각 효과 부문이며, 루카스필름 게임스는 게임 산업을 위한 제품을 제작한다.

### 1993년~2012년: 감독으로의 복귀, 《스타워즈》와 《인디아나 존스》

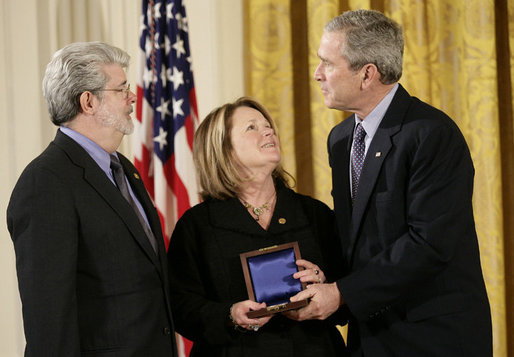
2006년 2월, 루카스가 조지 W. 부시 대통령으로부터 국가 기술혁신 훈장을 수여받는 모습

1987년 이혼 합의로 인해 재산의 상당 부분을 잃은 루카스는 추가적인 《스타워즈》 작품 제작에 대해 망설였다. 그러나 당시 "스타워즈"의 초기 원고에서 부분적으로 추출한 아이디어에 불과했던 프리퀄 시리즈는 기술적 가능성으로 인해 계속해서 그의 관심을 끌었고, 이는 그로 하여금 과거의 작품을 재검토할 만한 가치가 있게 만들었다. 다크 호스의 만화책 시리즈와 티모시 잔의 스핀오프 소설 삼부작의 영향으로 《스타워즈》가 다시 한번 인기를 얻게 되자, 루카스는 여전히 많은 관객이 존재한다는 사실을 깨달았다. 자녀들도 성장했고 CGI 기술의 발전과 함께 그는 다시 한번 감독을 고려하기 시작했다.
1993년, 《버라이어티》를 비롯한 여러 매체를 통해 루카스가 《스타워즈》 프리퀄을 제작할 것이라고 발표되었다. 그는 이야기에 더 많은 내용을 추가하기 시작했으며, 이 시리즈가 아나킨 스카이워커의 다크 사이드로의 전락을 다루는 비극적인 이야기가 될 것임을 시사했다. 또한 프리퀄의 위상을 원작과 관련하여 변경하기 시작했다. 처음에는 원작의 배경을 채우는 부차적인 역사로 여겼으나, 이제는 아나킨의 어린 시절부터 시작하여 그의 죽음으로 끝나는 하나의 긴 이야기의 시작이 될 수 있다고 보았다. 이는 영화 시리즈를 "사가"(Saga)로 전환하는 최종 단계였다. 1994년, 루카스는 잠정적으로 《에피소드 I: 시작》(Episode I: The Beginning)이라는 제목의 첫 번째 프리퀄 시나리오 작업을 시작했다.
1997년, 《스타워즈》 20주년을 기념하여 루카스는 오리지널 삼부작을 복원하고 새롭게 사용할 수 있게 된 디지털 기술을 이용하여 수많은 수정을 가해 그의 원래 비전에 더 가깝게 만들었다. 이 영화들은 "스페셜 에디션"으로 극장에 재개봉되었다. 삼부작은 2004년 DVD 출시, 2011년 블루레이 출시, 2019년 4K 출시를 하면서 추가적인 수정과 복원 작업을 거쳤다. 또한 루카스는 2004년 《THX 1138》의 감독판을 출시했는데, 장면을 재편집하고 다수의 CGI 요소를 추가하였다.

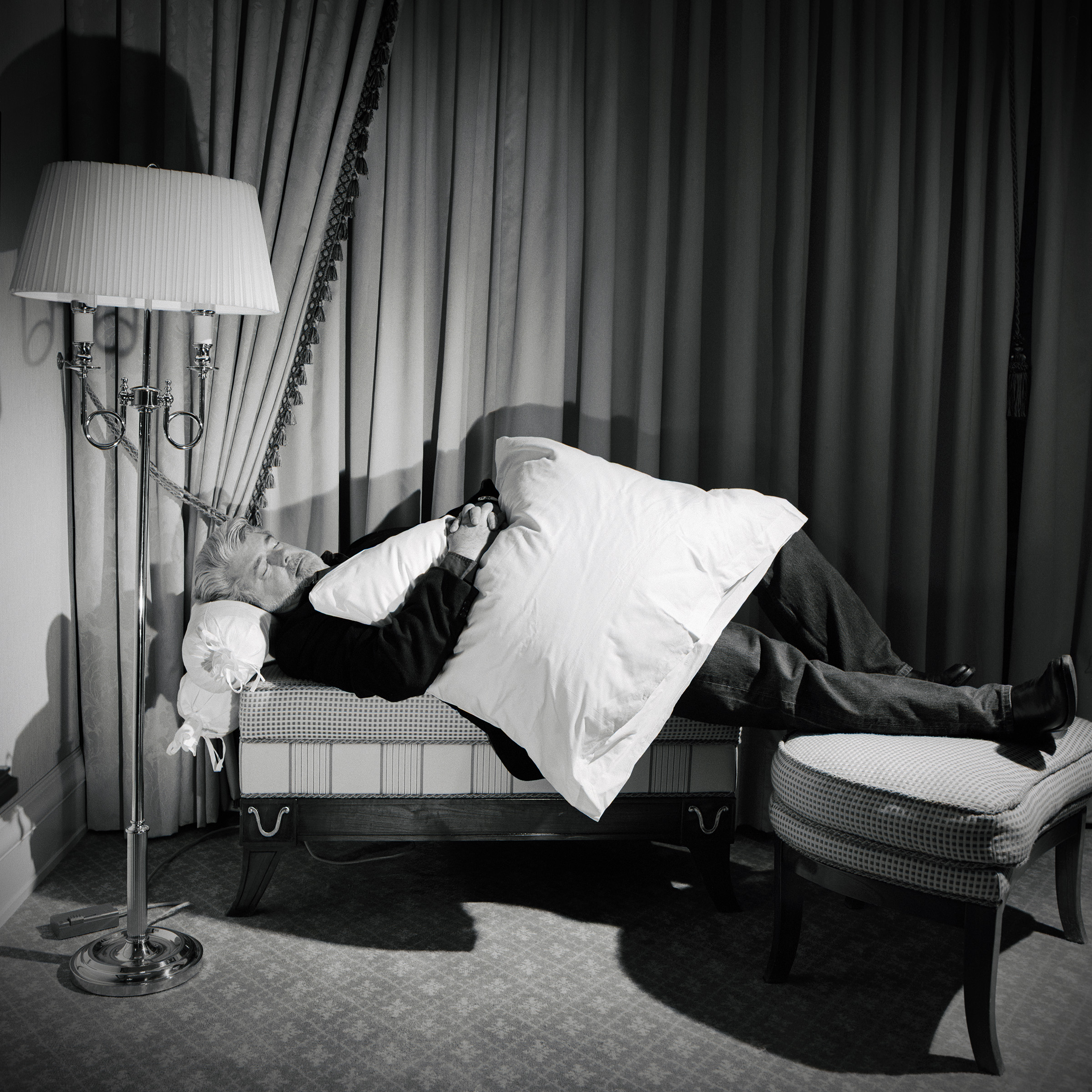
2005년 베를린에서 조지 루카스(올리버 마크 촬영)

첫 번째 《스타워즈》프리퀄은 1999년에 완성되어 《에피소드 1: 보이지 않는 위험》이라는 제목으로 개봉했다. 이는 루카스가 20년 이상 만에 감독한 첫 영화였다. 첫 번째 프리퀄 개봉 후, 루카스는 다음 두 편도 자신이 감독할 것이라고 발표하고 《에피소드 2》 작업을 시작했다. 《에피소드 2》의 첫 초고는 주요 촬영이 시작되기 몇 주 전에 완성되었으며, 루카스는 《영 인디아나 존스 연대기》의 작가인 조너선 헤일스를 고용하여 각본을 다듬었다. 영화는 2002년 《클론의 습격》이라는 제목으로 완성되어 개봉했다. 마지막 프리퀄인 《에피소드 3: 시스의 복수》는 2002년에 제작이 시작되어 2005년에 개봉했다. 기존 팬과 비평가 다수는 프리퀄 3부작이 오리지널 3부작에 미치지 못한다고 여겼지만, 이 영화들은 흥행에 성공했으며 젊은 팬들 사이에서 인기를 얻었다. 2004년, 루카스는 자신이 독립 영화 제작자에서 기업 영화 제작자로 전환한 것이 어떤 면에서 《스타워즈》의 캐릭터 다스 베이더의 이야기와 유사하다고 성찰했지만, 결국 자신이 원하는 방식으로 영화를 만들 수 있게 된 것에 대해 기쁘다고 결론지었다.

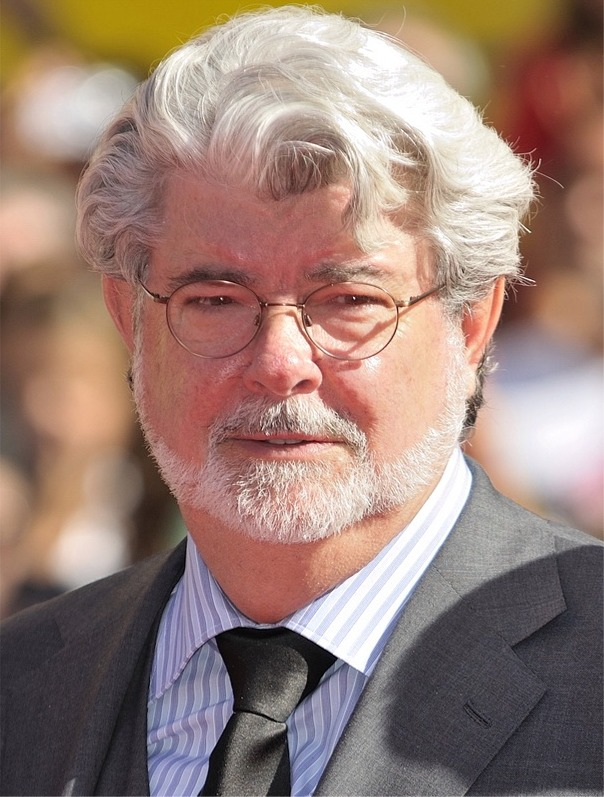
2009년 베니스 영화제에 참석한 루카스

루카스는 제프 네이선슨과 함께 2008년 영화 《인디아나 존스: 크리스탈 해골의 왕국》의 각본을 공동 집필했으며, 스티븐 스필버그가 감독을 맡았다. 《스타워즈》 프리퀄과 유사하게, 이 영화 역시 팬들과 비평가들로부터 엇갈린 반응을 얻었다. 2008년부터 2014년까지 루카스는 카툰 네트워크에서 방영된 두 번째 《스타워즈》 애니메이션 시리즈인 《스타워즈: 클론 전쟁》의 제작자이자 총괄 프로듀서로 활동했다. 이 시리즈는 같은 제목의 극장판 영화로 시작되어 첫 에피소드를 방영했다. 이 애니메이션 시리즈의 총감독은 데이브 필로니였으며, 루카스가 선택한 그는 시리즈 개발 과정에서 루카스와 긴밀히 협력했다. 이 시리즈는 《클론의 습격》과 《시스의 복수》 사이의 사건들을 다루었으며, 루카스가 주요하게 참여한 마지막 《스타워즈》 이야기들을 담고 있다.
2012년, 루카스는 제2차 세계 대전 당시 터스키기 에어맨의 활약상을 바탕으로 한 전쟁 영화 《레드 테일스》를 자체 제작하고 총괄 프로듀서로 참여했다. 또한 앤서니 헤밍웨이 감독이 다른 프로젝트에 참여하는 동안 재촬영 감독을 맡기도 했다.

### 2012년~현재: 잠정 은퇴
나는 사업에서 물러나고 있습니다... 회사로부터, 이 모든 것들로부터요.
2012년 1월, 루카스는 대규모 블록버스터 영화 제작에서 은퇴하고 대신 소규모의 독립 예산 작품에 집중하겠다고 발표했다.
2012년 6월, 스티븐 스필버그와 오랫동안 협력해 온 《인디아나 존스》 시리즈의 제작자인 캐슬린 케네디가 루카스필름 공동 회장으로 임명되었다고 발표되었다. 케네디는 루카스와 함께 일할 것이며, 루카스는 최소 1년 동안 최고경영자 및 공동 회장직을 유지한 후 케네디에게 회사의 단독 리더 자리를 물려줄 것이라고 보도되었다. 루카스필름이 디즈니에 매각됨에 따라 루카스는 현재 스티브 잡스의 유산 다음으로 디즈니의 두 번째로 큰 개인 주주가 되었다.
루카스는 《스타워즈》 시퀄 3부작의 첫 번째 영화인 《깨어난 포스》의 크리에이티브 자문으로 참여했다. 루카스의 참여는 초기 스토리 회의에 참석하는 것을 포함했다. 루카스는 이에 대해 "나는 주로 '이건 안 돼요. 저건 할 수 있어요.'라고 말합니다. 예를 들어 '차에는 바퀴가 없어요. 반중력으로 날아다녀요.'라고요. 수많은 작은 세부사항들이 있죠... 나는 그 모든 것을 알고 있습니다."라고 말했다. 루카스의 아들 제트는 《가디언》과의 인터뷰에서 아버지가 프랜차이즈의 권리를 판매한 것에 대해 "매우 갈등하고 있다"고 말했다. 이는 에이브럼스를 감독으로 직접 선택했음에도 불구하고 그랬다고 한다. 그는 또한 아버지가 "안내자 역할을 하고 있지만" "새로운 세대에게 넘겨주고 싶어 한다"고 전했다. 디즈니에 넘겨진 자료 중에는 루카스가 직접 《에피소드 7》~《에피소드 9》를 만들 것을 고려했을 때 개발한 스토리 구상안도 포함되어 있었다. 2015년 1월, 루카스는 디즈니가 그의 스토리 아이디어를 폐기했다고 밝혔다.

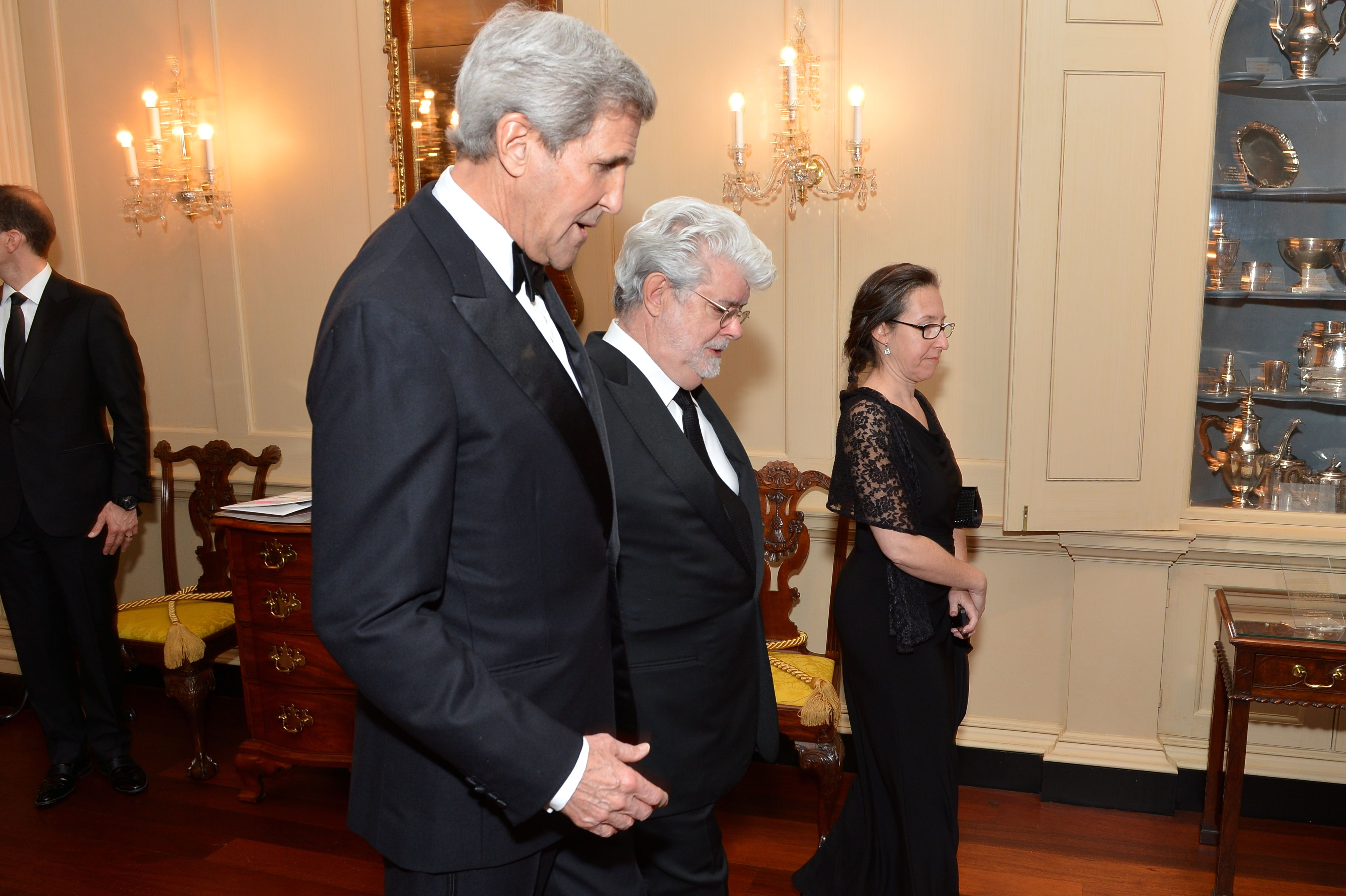
2015년 12월 5일 워싱턴 D.C.에서 존 케리 국무장관과 함께 있는 루카스

J. J. 에이브럼스가 감독한 《깨어난 포스》는 2015년 12월 18일에 개봉되었다. 캐슬린 케네디가 이 영화와 후속작들을 제작했다. 새로운 시퀄 삼부작은 루카스필름과 2012년 루카스필름을 인수한 월트 디즈니 컴퍼니가 공동으로 제작했다. 2015년 12월 24일 방영된 토크쇼 진행자이자 저널리스트인 찰리 로즈와의 인터뷰에서 루카스는 루카스필름을 디즈니에 매각한 자신의 결정을 이혼에 비유했으며, 《깨어난 포스》의 제작자들과의 창의적 차이점을 설명했다. 루카스는 계속해서 회사와 재정적 어려움을 겪을 직원들을 지원해야 했다고 말했다. 그는 이전의 여섯 편의 《스타워즈》 영화를 자신의 "자녀들"이라고 표현하며 영화에 대한 자신의 비전을 옹호했다. 반면 《깨어난 포스》에 대해서는 "복고풍 느낌"이라고 비판하며 "나는 다른 행성들, 다른 우주선들로 완전히 다르게 만들기 위해, 새롭게 만들기 위해 매우 열심히 노력했습니다."라고 말했다. 루카스는 또한 디즈니를 "백인 노예상"에 비유한 발언으로 인해 비판을 받았고 이후 사과했다.
2015년, 루카스는 그의 첫 뮤지컬인 CGI 영화 《스트레인지 매직》의 각본을 썼다. 이 영화는 스카이워커 랜치에서 제작되었으며, 게리 라이스트롬이 감독을 맡았다. 시퀄 삼부작이 발표될 당시, 《인디아나 존스》 시리즈의 다섯 번째 작품도 해리슨 포드와 스티븐 스필버그의 복귀가 확정된 채 사전 제작 단계에 들어갔다. 루카스는 처음에 루카스필름 매각이 이 영화에 대한 그의 참여에 영향을 미칠지 명시하지 않았다. 2016년 10월, 루카스는 영화의 스토리에 관여하지 않을 것이지만 총괄 프로듀서로 남을 것이라고 발표했다. 2016년, 《스타워즈》 앤솔로지 시리즈의 첫 번째 영화인 《로그 원: 스타워즈 스토리》가 개봉되었다. 이 영화는 원작 《스타워즈》 영화에 등장하는 데스 스타의 설계도를 훔친 저항군들의 이야기를 다루었으며, 루카스가 《깨어난 포스》보다 이 영화를 더 좋아했다고 보도되었다. 시퀄 삼부작의 두 번째 영화인 《라스트 제다이》는 2017년에 개봉되었으며, 루카스는 이 영화를 "아름답게 만들어졌다"고 평했다.
루카스는 《한 솔로: 스타워즈 스토리》(2018년), 《스타워즈》 스트리밍 시리즈 《만달로리안》, 《왕좌의 게임》 시즌 8의 프리미어에 간접적으로 관여했다. 루카스는 시퀄 삼부작의 마지막 영화인 《라이즈 오브 스카이워커》의 각본을 쓰기 전 J. J. 에이브럼스와 만났으며, 이 영화는 2019년에 개봉되었다.

## 사생활

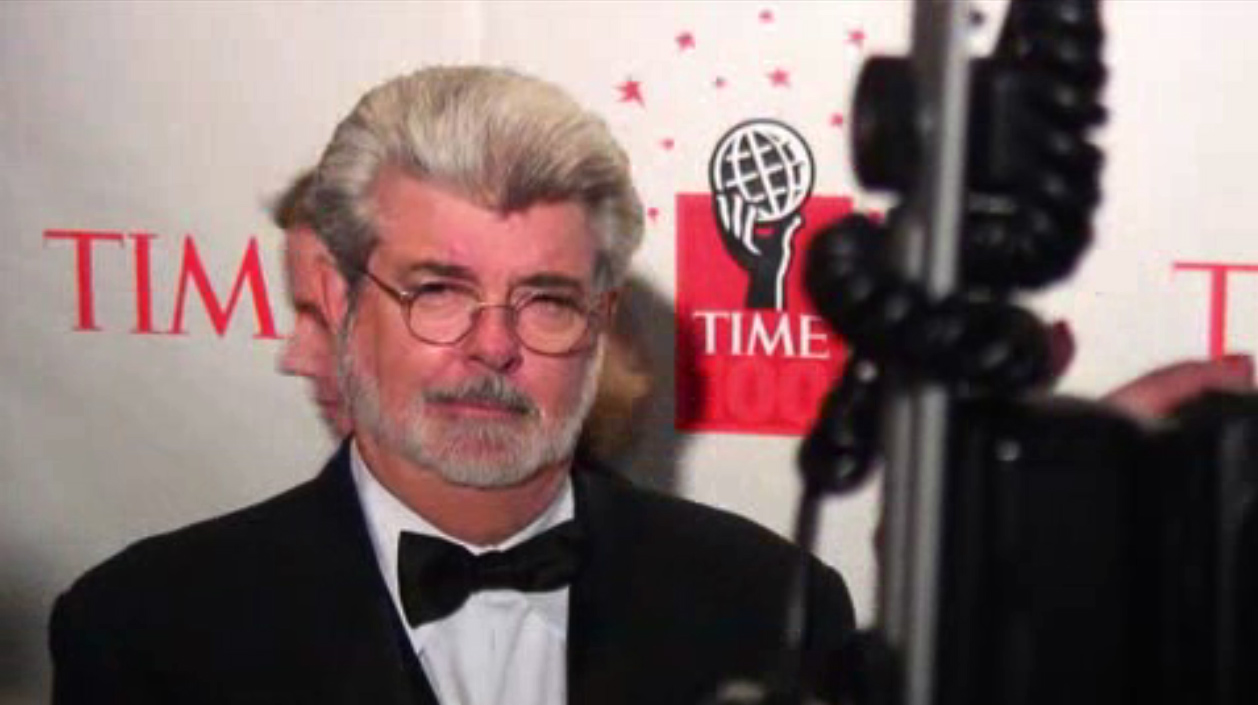
타임 100 2006 갈라 행사에서 루카스

1969년, 루카스는 영화 편집자 마샤 루 그리핀과 결혼했다. 그리핀은 후에 오리지널 《스타워즈》 영화의 편집 작업으로 아카데미상을 수상하게 된다. 두 사람은 1981년에 딸 어맨다 루카스를 입양했고, 1983년에 이혼했다. 이후 루카스는 독신 부모로서 두 명의 자녀를 더 입양했는데, 1988년에 태어난 딸 케이티 루카스와 1993년에 태어난 아들 제트 루카스가 그들이다. 세 명의 자녀들은 모두 《스타워즈》 프리퀄 3부작에 출연했으며, 루카스 본인도 마찬가지였다. 이혼 후 1980년대에 루카스는 가수 린다 론스태트와 연인 관계를 유지했다.
루카스는 2006년부터 아리엘 인베스트먼츠의 사장이자 스타벅스의 이사회 의장인 멜로디 홉슨과 교제를 시작했는데, 이는 2005년 비즈니스 컨퍼런스에서 만난 후였다. 홉슨은 이전에 드림웍스 애니메이션의 이사회 의장을 역임했다. 루카스와 홉슨은 2013년 1월에 약혼을 발표했고, 2013년 6월 22일 캘리포니아주 마린 카운티에 있는 루카스의 스카이워커 랜치에서 결혼식을 올렸다. 두 사람은 2013년 8월에 대리모를 통해 딸을 얻었다.
루카스는 감리교 가정에서 태어나고 자랐다. 《스타워즈》에 나오는 종교적이고 신화적인 주제들은 신화학자 조지프 캠벨의 저작에 대한 루카스의 관심에서 영감을 받았다. 그는 결국 자신이 연구하고 영화에 반영한 동양 종교 철학에 강한 동질감을 느끼게 되었는데, 이는 '포스'의 주요 영감이 되었다. 루카스는 자신의 종교를 "불교적 감리교"라고 밝혔다. 그는 마린 카운티에 거주하고 있다.
루카스는 미국의 삽화가이자 화가인 노먼 록웰의 주요 수집가이다. 루카스와 그의 동료 록웰 수집가이자 영화 감독인 스티븐 스필버그가 소유한 57점의 록웰 그림과 드로잉 컬렉션이 2010년 7월 2일부터 2011년 1월 2일까지 스미스소니언 미술관에서 《이야기하기》(Telling Stories)라는 제목의 전시회로 선보였다.
루카스는 세스 맥팔레인의 히트 TV 프로그램 《패밀리 가이》의 팬이라고 밝힌 바 있다. 맥팔레인은 《패밀리 가이》 제작진이 루카스의 작품을 패러디하고자 했을 때 루카스필름이 매우 협조적이었다고 말했다.
루카스는 2016년 미국 대통령 선거 준비 과정에서 민주당 후보 힐러리 클린턴을 지지했다.

## 작품 목록
- 《룩 앳 라이프》 (1965년)
- 《프라이하이트》 (1966년)
- 《허비》 (1966년)
- 《THX 1138》 (1971년)
- 《청춘 낙서》 (1973년)
- 《스타워즈 에피소드 4: 새로운 희망》 (1977년)
- 《스타워즈 에피소드 1: 보이지 않는 위험》 (1999년)
- 《스타워즈 에피소드 2: 클론의 습격》 (2002년)
- 《스타워즈 에피소드 3: 시스의 복수》 (2005년)

단편 영화
- 《전자 미로 THX 1138 4EB》 (1967년)

## 회사
- 루카스필름 - 1971년 설립한 영화사로 사장 및 이사장을 겸직하다가 2012년 10월 월트 디즈니사에 매각
- ILM(Industrial Light & Magic) - 특수 효과 및 컴퓨터 그래픽 전문 회사
- 루카스 아츠 - 비디오 게임 개발/배급사
- 스카이워커 사운드

## 기여
조지 루카스는 SF영화 제작당시 그래픽 및 이미지 처리에 있어서 여러 기술들을 개발하고 그 기술들을 공개하였는데, 특히 이미지 파일 포맷으로 중요한 .EXR은 영화계의 CG제작이나 소니의 이미지 픽처링에서도 선호되는 영향력있는 오픈소스 기술 중 하나이다.

## 수상
1977년 루카스는 잉크팟 어워드를 수상했다.
2005년 6월 9일, 미국 영화 연구소는 루카스에게 평생공로상을 수여했다. 이는 《스타워즈 에피소드 3: 시스의 복수》가 개봉된 직후였는데, 루카스는 이에 대해 농담을 했다. 그는 《스타워즈》 시리즈 전체를 하나의 영화로 보기 때문에 이제야 "돌아가서 영화를 완성했다"고 말하며 이 상을 받을 수 있게 되었다고 했다.
루카스는 4번의 아카데미상 후보에 올랐는데, 《청춘 낙서》와 《스타워즈》를 통한 최우수 감독상과 각본상 부문이었다. 1991년에는 아카데미의 어빙 G. 솔버그 기념상을 수상했다. 2007년 제79회 아카데미 시상식에서는 스티븐 스필버그, 프랜시스 포드 코폴라와 함께 등장해 친구인 마틴 스코세이지에게 최우수 감독상을 수여했다. 연설 중 스필버그와 코폴라는 오스카상 수상의 기쁨에 대해 이야기하며, 경쟁 부문 오스카상을 받지 못한 루카스를 놀리기도 했다.
2006년 루카스는 과학소설 명예의 전당에 입성했는데, 스필버그에 이어 두 번째 "영화, 텔레비전, 미디어" 공헌자였다. 2008년 9월 디스커버리 채널은 그를 "위대한 미국인"(Greatest Americans) 100인 중 한 명으로 선정했다. 2007년 새해 첫날, 루카스는 로즈 퍼레이드의 대원수를 맡았으며 로즈볼에서 의식용 동전 던지기를 했다. 2009년에는 캘리포니아 박물관의 1년간의 전시회에서 13명의 캘리포니아 명예의 전당 입성자 중 한 명이 되었다.
2013년 7월, 루카스는 미국 영화에 대한 공헌을 인정받아 버락 오바마 대통령으로부터 국가 예술 훈장을 수여받았다. 2014년 10월에는 영화텔레비전기술자협회(SMPTE)의 명예회원이 되었다.
2015년 8월, 루카스는 디즈니 레전드로 선정되었고, 2015년 12월 6일에는 케네디 센터 아너스의 수상자가 되었다. 2021년 루카스필름 창립 50주년을 맞아 스톰트루퍼로 변장한 루카스의 액션 피규어가 핫브로의 《스타워즈: 블랙 시리즈》의 일부로 출시되었다.
2024년 5월, 루카스는 칸 영화제에서 명예 황금종려상을 수상했다. 이는 영화 산업에서 가장 높은 인정 중 하나로 여겨진다.

## 참조

### 주해
1. ↑  루카스는 후에 불법 좌회전으로 인해 교통 범칙금 티켓을 받았다.[10]
2. ↑  그는 《청춘 낙서》를 극장에 판매한 후 28세의 나이에 백만장자가 되었다.[14]
3. ↑  스필버그는 1968년 초 USC 상영회에 참석했고, 루카스의 《전자 미로 THX 1138 4EB》에 감명을 받은 후 그를 만났다.[17]
4. ↑  1996년부터 2004년까지 36명의 판타지 및 과학 소설 작가와 편집자를 선정한 후, 과학 소설 및 판타지 명예의 전당은 "판타지"를 제외하고 비문학 기여자들도 선정 대상에 포함시켰다.[115] 영화 제작자 스티븐 스필버그가 2005년 최초의 "영화, 텔레비전 및 미디어" 부문 입성자였고, 루카스는 2006년 두 번째였다. 이전에 루카스는 1977년 세계 과학 소설 대회에서 《스타워즈》로 특별상을 받았으며, 1981년과 1982년에는 판타지 팬들이 투표한 연간 전문 업적상을 수상했다.[116]

### 참고문헌
- Jones, Brian Jay (2016). 《George Lucas: A Life》. New York City: Little, Brown and Company. ISBN 978-0316257442.
- Kaminski, Michael (2008). 《The Secret History of Star Wars》. Legacy Books Press. ISBN 978-0978465230.
- Rinzler, J.W. (2007). 《The Making of Star Wars: The Definitive Story Behind the Original Film》. LucasBooks. ISBN 978-0345494764.